# Litoria dahlii
La rana acuática de Dahl (Litoria dahlii) es una especie de anfibio anuro de la familia Pelodryadidae.

## Distribución geográfica
Es endémica del norte de Australia. Su hábitat natural son las sabanas secas, subtropicales y tropicales de tierras bajas de pastizales secos, lagos de agua dulce, lagos de agua dulce intermitentes, pantanos de agua dulce, y los pantanos de agua dulce intermitentes.
Entre los rasgos más singulares de la rana acuática de Dahl es su capacidad de consumir huevos, larvas y pequeños sapos de caña invasoras y venenosas, sin efectos adversos aparentes por lo que es quizás, la única criatura de Australia natal con una inmunidad natural al veneno del sapo de caña. Aunque estas observaciones fueron hechas en cautiverio, los científicos no encuentran razón para no creer que dicho comportamiento sucede también en estado salvaje.